# Heinz Trenkel
Heinz Trenkel (* 1. Februar 1919; † 1985) war ein deutscher Fußballspieler und -trainer. Der Allrounder wurde zweimal in den Jahren 1942 und 1943 mit dem SV Dessau 05 Meister in der Gauliga Mitte. Nach dem Zweiten Weltkrieg gewann er von 1947 bis 1950 mit dem Hamburger SV dreimal in Folge die Meisterschaft in der Fußball-Oberliga Nord.

## Laufbahn

### Dessau, bis 1947
Über die Stationen Wittenberg und Piesteritz kam Trenkel mit Beginn des Zweiten Weltkrieges zum LSV Kochstedt, wovon er sich Ende 1939 mit seinen Kollegen Heinrich Nehlsen und Herbert Schwiesau dem Gauligist SV Dessau 05 anschloss. Dort übte seit 1937 Ex-Nationalspieler Karl Höger das Traineramt aus. Mit den Schwarz-Weißen vom Stadion Schillerpark gewann er 1942 und 1943 die Meisterschaft in der Gauliga Mitte. Den Titelgewinn 1942/43 errangen Trenkel und Kollegen mit der Bilanz von 33:3 Punkten und einem Torverhältnis von 104:20 Toren. In den Endrundenspielen um die deutsche Fußballmeisterschaft 1942 kam der im Angriff wie auch in der Verteidigung einsetzbare Trenkel in den Spielen gegen die RSG Fulda (2:0) und Blau-Weiß 90 Berlin (0:3) auf Halbrechts, an der Seite von Walter Elze, Hans Manthey und Hellmut Schmeißer zum Einsatz. Im Tschammer-Pokal des Jahres 1942 war er im Angriff von Dessau bei den Spielen gegen Eintracht Braunschweig (2:0), Döbelner SC (5:3), Hamburger SV (4:3; HSV mit Erwin Seeler, Esegel Melkonian, Rudolf Noack) und bei der 0:4-Niederlage im Viertelfinale am 27. September 1942 gegen den FC Schalke 04 mit deren Leistungsträgern Heinz Flotho, Otto Tibulski, Ernst Kalwitzki, Hermann Eppenhoff, Fritz Szepan und Adolf Urban, aktiv. In den vier Spielen erzielte Trenkel fünf Tore.
In der Endrunde um die deutsche Meisterschaft 1943 ragt das Spiel am 2. Mai vor 20.000 Zuschauern gegen den späteren Deutschen Meister Dresdner SC heraus. Bei der knappen 1:2-Heimniederlage bildete Trenkel mit Heinz Gehlert und Hans Manthey die Läuferreihe und sie hatten es im damaligen WM-System mit dem DSC-Innensturm um Heinrich Schaffer, Helmut Schön und Richard Hofmann zu tun gehabt.
Am 9. November 1941 war er in die Verbandsauswahl Mitte berufen worden, die sich im Reichsbundpokal in Stuttgart gegen die Vertretung von Württemberg – Edmund Conen, Albert Sing – mit 6:4 Toren durchsetzte. Die Vereinskollegen Gehlert, Manthey, Nehlsen und Schmeißer gehörten auch der siegreichen Elf an.
In einer Rangliste des deutschen Fußballs Anfang 1943 in der „Fußballwoche“ wurde Trenkel auf der Position des Halbrechten auf dem achten Rang geführt. Schmeißer wurde als rechter Läufer auf Rang elf und Mittelläufer Gehlert auf dem 12. Rang notiert.

### Oberliga Nord, 1947 bis 1950
Nach dem Zweiten Weltkrieg kam Trenkel von SG Dessau-Nord zur Debütsaison der Fußball-Oberliga Nord, 1947/48, zum Hamburger SV. Unter Trainer Hans Tauchert debütierte der Mann aus Dessau am 13. September 1947 im Auswärtsspiel beim Bremer SV und er war dann auch am 30. November 1947, beim 2:0-Erfolg vor 35.000 Zuschauern gegen den Meisterschaftsrivalen FC St. Pauli, auf Rechtsaußen in der Oberliga dabei. Trenkel war bei Saisonbeginn aus Dessau nach Hamburg gekommen und Helmut Schön verstärkte als Mittelläufer die Elf vom Millerntor (Walter Dzur fehlte). Der Angriff der „Rothosen“ setzte sich neben Trenkel aus Alfred Boller (zweifacher Torschütze), Edmund Adamkiewicz, Heinz Spundflasche und Erich Ebeling zusammen. Boller erzielte beide Treffer nach Flanken von Heinz Trenkel.
Die Ligarunde schlossen St. Pauli und der HSV punktgleich mit je 37:7 Punkten ab – Trenkel hatte in 14 Spielen zwei Tore erzielt – und im Entscheidungsspiel am 2. Mai setzten sich die „Rautenträger“ mit Linksaußen Trenkel mit 2:1 Toren durch. In den drei Spielen um die Britische Zonenmeisterschaft gegen Hamborn 07 (1:0), Eintracht Braunschweig (3:2) und am 13. Juni im Finale gegen St. Pauli (6:1) kam Trenkel jeweils als Linksaußen zum Einsatz und erzielte zwei Tore. Beim Endrundenspiel um die deutsche Fußballmeisterschaft am 18. Juli gegen die SpVgg Neuendorf, welches überraschenderweise mit 1:2 Toren verloren wurde, fehlte er verletzungsbedingt.
Die zweite Saison beim HSV, 1948/49, brachte für Trenkel das Wiedersehen mit seinem ehemaligen Spielkameraden aus Dessau, Hellmut Schmeißer, den Beginn der Torjägerzeit von Herbert Wojtkowiak und als weiteren Neuzugang den Rechtsaußen Manfred Krüger. Die Runde eröffnete der HSV am 29. August 1948 mit einem 7:1-Erfolg gegen TuS Bremerhaven 93. Auf Halbrechts steuerte Trenkel vier Treffer dazu bei. Bei Vinke ist dazu notiert: „Er glänzte als Vorbereiter und vierfacher Torschütze.“ Am Rundenende hatte Trenkel in 21 Ligaspielen neun Treffer erzielt und der HSV und St. Pauli führten punktgleich mit jeweils 32:12 Zählern die Tabelle an. Am letzten Oberligaspieltag, den 24. April 1949, zählte Trenkel noch zu den Torschützen beim 4:1-Heimsieg gegen Göttingen 05. Im Entscheidungsspiel gegen St. Pauli (5:3) und dem Spiel in der Endrunde um die deutsche Meisterschaft gegen den VfR Mannheim (0:5), kam er dagegen nicht zum Einsatz.
In seinem dritten Jahr beim Hamburger SV, 1949/50, kam mit Georg Knöpfle ein neuer Trainer und brachte von Arminia Hannover Jupp Posipal an die Elbe mit. Daneben verstärkte sich der HSV zusätzlich mit Rolf Rohrberg und Werner Harden in der Offensive. Heinz Trenkel übernahm jetzt die Position des rechten Verteidigers und absolvierte alle 30 Ligaspiele beim Gewinn der Meisterschaft in der Oberliga Nord mit neun Punkten Vorsprung vor dem Dauerrivalen FC St. Pauli.
Vor den Endrundenspielen um die deutsche Meisterschaft flog der HSV vom 13. April bis 26. Mai 1950 zu einer „Goodwilltour“ in die Vereinigten Staaten von Nordamerika. Neben sechs Spielen gehörte auch das Rahmenprogramm mit Besichtigung der Freiheitsstatue und des Empire State Building sowie Visiten nach Milwaukee und an den Michigansee zum Reiseprogramm. Gerade zurück aus den USA setzten sich Trenkel und Kollegen mit einem 7:0-Sieg am 28. Mai gegen Union Oberschöneweide im ersten Endrundenspiel durch. Acht Tage später verlor der Norddeutsche Meister aber gegen Kickers Offenbach in Düsseldorf mit 2:3 Toren, nach einer 2:0-Halbzeitführung. Trenkel hatte in beiden Spielen als rechter Verteidiger mitgewirkt.
Am 4. April 1948 und am 13. März 1949 hatte Trenkel zwei Repräsentativspiele in der NFV-Auswahl gegen die westdeutsche beziehungsweise süddeutsche Auswahl bestritten. Nach 65 Oberligaeinsätzen mit zwölf Toren unterschrieb der 31-jährige Heinz Trenkel zur Runde 1950/51 einen Vertrag beim Karlsruher Stadtteilverein VfB Mühlburg und wechselte in die Fußball-Oberliga Süd.

### Oberliga Süd, 1950 bis 1953
Mit dem 4:2-Heimerfolg am 25. Dezember 1950 gegen Kickers Offenbach übernahm Mühlburg nach 17 Spieltagen mit 24:10 Punkten die Tabellenführung in der Südliga. Trenkel lief zumeist als linker Außenläufer auf und stellte mit Horst Buhtz den torgefährlichsten Angreifer in der Offensive. Mit der 1:3-Heimniederlage am 33. Spieltag gegen den FC Schweinfurt 05 vergab Mühlburg den Einzug in die Endrunde. Die Runde wurde als Tabellendritter abgeschlossen und Trenkel hatte alle 34 Ligaspiele absolviert. Er vertrat die Farben von Süddeutschland im Repräsentativspiel am 18. März 1951 in Hamburg beim Spiel gegen Norddeutschland. Beim 4:2-Erfolg der Süddeutschen-Auswahl stürmte er mit Klubkollege Buhtz am linken Flügel. Seine Leistung wurde durch die Berufung von Bundestrainer Sepp Herberger im ersten Länderspiel der deutschen B-Fußballnationalmannschaft am 14. April 1951 in Karlsruhe gegen die Schweiz gewürdigt. Bei der 0:2-Niederlage bildete er zusammen mit Hans Haferkamp und Paul Matzkowski die deutsche Läuferreihe.
Die Runde 1951/52 beendeten die Mühlburger auf dem neunten Rang und der 33-jährige Trenkel hatte in 27 Ligaspielen zehn Tore erzielt. Sein letztes Oberligaspiel bestritt der Routinier am 26. April 1953 bei der 2:3-Heimniederlage in Reihen des nach der Fusion zwischen Mühlburg und Phönix Karlsruhe jetzt als Karlsruher SC firmierenden Clubs gegen Kickers Offenbach. Der KSC-Angriff hatte in der Besetzung mit Ernst Kunkel, Trenkel, Lothar Bechtel, Günther Rau und Hans Strittmatter agiert und Kickers Mittelstürmer Helmut Preisendörfer zeichnete sich als dreifacher Torschütze bei den Hessen aus. Mit 34 Jahren beendete Heinz Trenkel im Sommer 1953 seine langjährige Spielerlaufbahn.

### Trainer
Trenkel hatte im Jahr 1952 erfolgreich die Ausbildung zum Fußball-Lehrer absolviert und übernahm zur Saison 1953/54 das Traineramt beim Karlsruher Stadtteilverein ASV Durlach. Mit der Elf aus dem Turmbergstadion belegte er in der damaligen Zweitklassigkeit der 2. Liga Süd den 10. Rang. Am 3. November 1953 kam Sohn Wilfried auf die Welt. Als im zweiten Jahr der Verlauf der Hinrunde sich deutlich negativ gestaltete, trennten sich Trenkel und der ASV Durlach vor Beginn der Rückrunde. Nach einem kurzen Intermezzo bei den Amateuren des Karlsruher SC übernahm Trenkel zur Saison 1955/56 den Offenburger FV in der Amateurliga Südbaden.
Nach zwei Vizemeisterschaften gewann er mit Offenburg erstmals 1958 die Meisterschaft und zog in die Aufstiegsrunde zur 2. Liga Süd ein. Der Aufstieg glückte aber gegen die Konkurrenten VfB Friedberg, 1. FC Bamberg, VfL Neckarau und Union Böckingen nicht. Mit den Rot-Weißen vom Karl-Heitz-Stadion wiederholte er 1960 und 1961 den Gewinn der Meisterschaft in Südbaden, scheiterte aber wiederum in den Aufstiegsrunden.
Nach neunjähriger Trainertätigkeit trat er im Sommer 1964 von seinem Amt zurück und übernahm die Trainingsleitung der Jugendabteilung des Offenburger FV. Sohn Wilfried spielte 1969 im März und April zwei Spiele in der Schülernationalmannschaft des DFB – gegen die Niederlande (4:1) und England (2:2) – und wechselte zur Saison 1972/73 zum Karlsruher SC und stieg mit der Wildpark-Elf 1975 in die Fußball-Bundesliga auf.

## Weblink
- Heinz Trenkel in der Datenbank von weltfussball.de